# La distancia (película)
La distancia es una película de 2006 dirigida por el español Iñaki Dorronsoro.

## Argumento
Daniel (Miguel Ángel Silvestre) es un boxeador en la cárcel por el atraco a un estanco. Un policía corrupto (José Coronado), que está involucrado en una compleja red de contrabando de droga, le promete dejarle salir sin problemas a cambio de matar a otro preso compañero de módulo. Una vez fuera de la cárcel, encuentra a Raquel (Belén López), la mujer del hombre a quien mató, que era dueño de un club de citas de alto standing. Empiezan una relación que pone a Daniel en el corazón de una historia en la cual todos son a la vez actor y víctima.

## Comentarios
Es la ópera prima del director. Cine negro basado en el boxeo, la corrupción y las relaciones humanas.
Miguel Ángel Silvestre nominado a Premio Goya al mejor actor revelación.